# Pomnik Łódzkiej Tożsamości
Pomnik Łódzkiej Tożsamości  – pomnik składający się z betonowych kostek wbudowanych w nawierzchnię ulicy  Piotrkowskiej w Łodzi na odcinku między skrzyżowaniami z ulicami Struga i Tuwima, oraz Zamenhofa i Nawrot z nazwiskami osób ważnych dla historii miasta od jego zarania do współczesności (pozostawiono miejsce dla dodatkowych kostek).  Są wśród nich: budowniczowie Łodzi, łódzcy przemysłowcy, lekarze, artyści, naukowcy, księża i sportowcy. Są instytucje, które sławią Łódź, także poza granicami kraju. Stanowi jedną z trzech części, które tworzą Pomnik Łodzian.
Dla wyłonienia osób i instytucji, które w ten sposób postanowiono uhonorować, powołano kilkunastoosobową kapitułę budowy Pomnika. Realizacja przedsięwzięcia była możliwa dzięki współpracy z Urzędem Miasta Łodzi. 